# 本·伊斯门
本·伊斯门（英語：Ben Eastman，1911年7月19日—2002年10月6日），生于加利福尼亚州，美国男子田径运动员，主攻短跑。他曾代表美国参加1932年夏季奥林匹克运动会田径比赛，获得男子400米银牌。